# قانون الطاقة الذرية
قانون الطاقة الذرية هو قانون يستخدم للتشريع في المملكة المتحدة والولايات المتحدة فيما يتعلق بالطاقة النووية أو إنتاج الأسلحة النووية.

## القوانين

### المملكة المتحدة
- قانون الطاقة الذرية 1946
- قانون الطاقة الذرية 1981
- قانون الطاقة الذرية 1989

### الولايات المتحدة
يوجد في الولايات المتحدة قانونان وهما:
- قانون الولايات المتحدة للطاقة الذرية لعام 1946 وهو أول قانون ينظم الأسلحة النووية والطاقة النووية في الولايات المتحدة
- قانون الولايات المتحدة للطاقة الذرية لعام 1954 وهو تعديل جوهري للنظام الأساسي لعام 1946.[2]